# Distretto di Barnala
Il distretto di Barnala è un distretto del Punjab, in India. È situato nella divisione di Patiala e il suo capoluogo è Barnala.
Il distretto è stato costituito il 19 novembre 2006 separandolo dal distretto di Sangrur suscitando l'opposizione della locale associazione degli avvocati.